# Cantón de Ville-en-Tardenois
El cantón de Ville-en-Tardenois era una división administrativa francesa, que estaba situada en el departamento de Marne y la región de Champaña-Ardenas.

## Composición
El cantón estaba formado por treinta y ocho comunas:
- Aougny
- Aubilly
- Bligny
- Bouilly
- Bouleuse
- Branscourt
- Brouillet
- Chambrecy
- Chaumuzy
- Coulommes-la-Montagne
- Courcelles-Sapicourt
- Courmas
- Écueil
- Faverolles-et-Coëmy
- Germigny
- Gueux
- Janvry
- Jouy-lès-Reims
- Lagery
- Les Mesneux
- Lhéry
- Marfaux
- Méry-Prémecy
- Muizon
- Pargny-lès-Reims
- Poilly
- Romigny
- Rosnay
- Sacy
- Saint-Euphraise-et-Clairizet
- Sarcy
- Savigny-sur-Ardres
- Serzy-et-Prin
- Tramery
- Treslon
- Ville-Dommange
- Ville-en-Tardenois
- Vrigny

## Supresión del cantón de Ville-en-Tardenois
En aplicación del Decreto nº 2014-208 de 21 de febrero de 2014, el cantón de Ville-en-Tardenois fue suprimido el 22 de marzo de 2015 y sus 38 comunas pasaron a formar parte; veinticinco del nuevo cantón de Fismes-Montaña de Reims y trece del nuevo cantón de Dormans-Paisajes de Champaña.